# Archibald Campbell, 1:e baronet
Archibald Campbell, född 12 mars 1769, död 6 oktober 1843, var en brittisk general.
Campbell stred 1788-99 i Indien, deltog 1808 i striderna i Spanien, sändes 1809 till Portugal för att delta i arbetet med reorganisationen av den portugisiska armén, och kvarstannede i portugisisk tjänst fram till 1820. 1821 sändes Cahpbel på nytt till Indien och fick 1824 överbefälet i kriget mot burmeserna, vilka han besegrade efter en tvåårig strid. Till lön för denna bragd blev han baronet, och guvernör över Arakan och Tennasserim. 
1829 återvände han till England och avslutade sin militära bana som ståthållare och befälhavare (lieutnant governoer) över trupperna i New Brunswick 1831-37.